# بعوضيات الشكل
بعوضيات الشكل (الاسم العلمي: Culicomorpha) هي تحت رتبة من الحشرات تتبع رتيبة خيطيات القرن من رتبة ذوات الجناحين.

## التصنيف
- فوق فصيلة البواعض
  - فصيلة البعوضيات
    - أسرة البعوضاوات
      - جنس البعوضة
- فوق فصيلة الوامِئيات
  - فصيلة الوامِئات
    - أسرة الوامِئاوات
      - جنس الوامِئَة